# Whymperia azteca
Whymperia azteca är en stekelart som först beskrevs av Cresson 1874.  Whymperia azteca ingår i släktet Whymperia och familjen brokparasitsteklar. Inga underarter finns listade i Catalogue of Life.